# Blower door

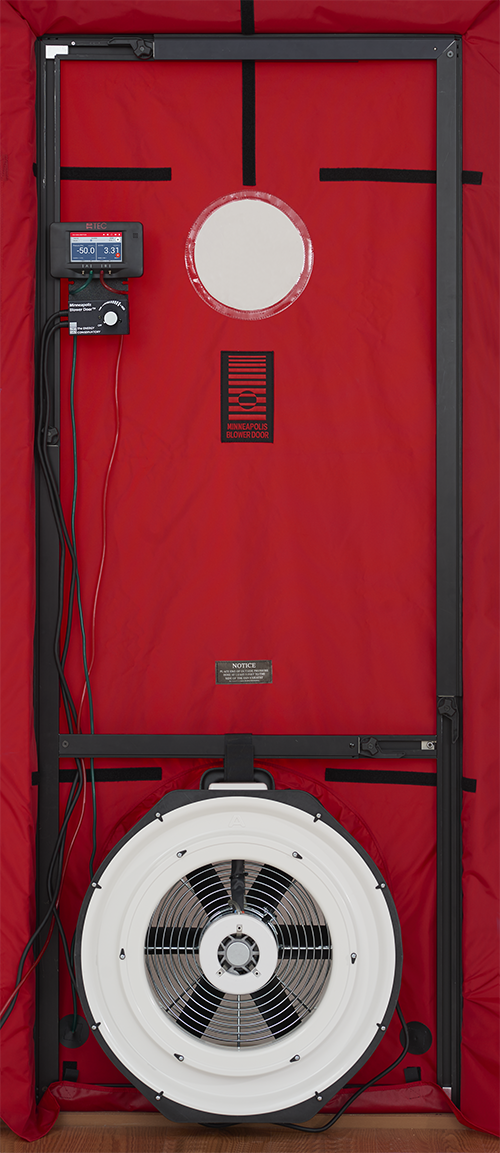
Sistema de puerta sopladora de un solo ventilador

Una puerta blower, puerta sopladora (blower door, en inglés) o prueba de infiltrometría es una máquina utilizada para medir la hermeticidad (estanqueidad al aire) de los edificios. También pueda emplearse para medir la corriente entre las zonas construidas, para probar la estanqueidad de los conductores de aire y para ayudar a localizar físicamente los sitios de escape del aire en la envolvente de edificación.
Hay tres componentes primarios en una puerta blower: (1) un ventilador calibrado de velocidad variable, capaz de inducir una gama de corrientes de aire suficientes para presurizar y despresurizar una variedad de tamaños de construcciones, (2) un instrumento de medida de la presión, llamado manómetro, para medir simultáneamente el diferencial de presión inducido alrededor de la cara del ventilador y a través de la envoltura del edificio, como resultado de la corriente de aire del ventilador y (3) un sistema de montura, utilizado para montar el ventilador en una apertura del edificio, como una puerta o una ventana.
El testeo de la estanqueidad al aire está normalmente pensado para asentamientos residenciales. Asimismo, se está convirtiendo cada vez más común en asentamientos comerciales. La Administración de Servicios General (GSA) de Estados Unidos exigir comprobar de los nuevos edificios del gobierno federal.
Se puede producir una variedad de métricas de estanqueidad al aire de las puertas sopladoras (blower), utilizando la combinación de medidas de presión de edificio-a-exterior y flujo de aire del ventilador. Estas métricas difieren en sus métodos de medida, cálculo y usos. Las pruebas de puertas sopladoras se utilizan por investigadores de la construcción, profesionales de la climatización, tripulaciones, contratistas de rendimiento de edificaciones (home performance), auditores de energéticos de casas, y otros profesionales dedicados a evaluar la calidad de la construcción de la envoltura del edificio, localiza las vías de escape del aire, evaluar cuánta ventilación se va por el escape de aire, evaluar las pérdidas de energía que resultan de aquel escape de aire, determinar si el edificio es demasiado estanco o demasiado suelto, determinar si el edificio necesita ventilación mecánica y evaluar la conformidad con los estándares de rendimiento de la construcción.